# Panicum condensatum
Panicum condensatum är en gräsart som beskrevs av Antonio Bertoloni. Panicum condensatum ingår i släktet vipphirser, och familjen gräs. Inga underarter finns listade i Catalogue of Life.